# Чирчик (река)
Вижте пояснителната страница за други значения на Чирчик.
Чирчик (на узбекски: Chirchiq, Чирчиқ) е река в Ташкентска област на Узбекистан, десен и най-пълноводен приток на Сърдаря. Площ на водосборния басейн 14 900 km².

## Етимология
Хидронима Чирчик е вариант на „Сыр“ в името Сърдаря („Сырдарья“), като се заменя „с“ с „ч“. По този начин името се интерпретира като „малката Сърдаря“. За река Чир се споменава в съчинението „Бабур наме“ от 1518/1519 – 1530 г. Арабските географи от средновековието назовават река Чирчик с имената Нахри-Турк – „река на тюрките“ и Парак (Фарак) – „летящата река“.

## Описание
До изграждането на Чарвакското водохранилище река Чирчик се е образувала от сливането на реките Чаткал (лява съставяща) и Пскем (дясна съставяща), водещи началото си от тяншанския хребет Таласки Алатау. Сега река Чирчик изтича от долната част на преградната стена на изграденото водохранилище. В горното си течение, на протежение около 30 km, протича през каньон, след което в долното си течение долината ѝ се разширява и е слабо изразена в релефа. Влива се отдясно в река Сърдаря при село Янги Чоноз, на 253 m н.в. Подхранва се от множество притоци, които водят началото си от околните високите планински части. В долното си течение река Чирчик не получава притоци. Два от притоците ѝ са достатъчно големи – Угам (десен) и Аксатасай (ляв). Само те не пресъхват за определен период от време през годината. Водите на останалите притоци се използват за напояване. Те се вливат директно в Чирчик единствено при пълноводие или при висока вълна, а през лятото и есента е възможно да пресъхнат. Сред най-големите притоци са: десни – Кизилсу, Шурабсай, Таваксай и Азадбашсай, леви – Каранкулсай и Галвасай (Галибасай). Другите два леви притока Паркентсай и Кизилсай (Башкизилсай) не се вливат директно в Чирчик, а в преходния ѝ ръкав Карасу. В някои източници се споменава, че Акташсай също е приток на река Чирчик. Има смесено подхранване, като преобладава снежното. Средното количество на водния отток е 221 m³/s. От ноември до март реката частично или напълно замръзва.
В основата на Чарвакското водохранилище е изградена Чарвакската ВЕЦ, а по-надолу по течението ѝ, в района на град Газалкент е съоръжена каскада от три по-малки язовира. Южно от град Чирчик наляво от коритото на реката се отделя големия напоителен канал Карасу (47 m³/s), водите на който се използват за напояване и за подхранване с вода на река Ахангаран, също десен приток на Сърдаря. Долината на реката е гъсто населена, като тук са разположени множество населени места, в т.ч. столицата на Узбекистан Ташкент и градовете Газалкент, Чирчик, Янгиюл и Чиназ, както и няколко големи села Чарвак, Искандер, Гулбахор и Алмазар.

## Топографска карта
- К-42-В М 1:500000[6]
- К-42-Г М 1:500000[7]